# Obzyr Mały
Obzyr Mały (ukr. Малий Обзир) – wieś na Ukrainie w rejonie koszyrskim obwodu wołyńskiego.

## Historia
Pod koniec XIX w. wieś w gminie Borowno, w powiecie kowelskim.